# Hæddin (Borðoy)
Hæddin (Borðoy) è un rilievo alto 563 metri sul mare situato sull'isola di Borðoy, nell'arcipelago delle Isole Fær Øer, in Danimarca.